# Roshanara Begum
Roshanara Begum (3. září 1617, Burhanpur – 11. září 1671, Dillí) byla mughalská princezna. Byla druhou dcerou mughalského císaře Šáhdžahána a jeho hlavní manželky, císařovny Mumtaz Mahal. Roshanara byla výjimečná žena, talentovaná básnířka, organizátorka většiny rozhodnutí svého bratra Aurangzeba a až do své smrti v roce 1671 byla nejvíce známou ženou v říši.
Dnes je Roshanara známá především díky Roshanara Bagh, působivé zahradě v severním Dillí vedle ulic Kamara Nagar a Grand Trunk. Dnešní Roshanara Club byl vybudován Brity ke konci 19. století slouží jako country klub a je součástí zahrady.

## Rodina
Roshanara měla čtyři bratry - nejstarší Dara Šikoh byl oblíbencem jejich otce Šáhdžahána a měl nejblíže k trůnu. Šahšuja, druhý syn, byl vzpurný guvernér Bengálska a otevřeně plánoval zabrání otcova trůnu. Aurangzeb, třetí syn, byl jmenován guvernérem Deccanu. Murad, čtvrtý a nejmladší syn, byl jmenován guvernérem Gudžarátu a na této pozici se ukázal jako slabý a neúspěšný, načež mu Šáhdžahán odebral tituly a pozice. Nejstarší Dara Šikoh ho poté nahradil. Tímto odstartoval boj mezi Šáhdžahánem a jeho mladšími syny, kteří se snažili o jeho sesazení a zmocnění se trůnu pro sebe. Během tohoto boje byl Dara Šikoh podporován svou nejstarší sestrou Jahanarou Begum a Roshanara Begum podporovala bratra Aurangzeba.

## Cesta k moci
Roshanara začala prahnout po moci v době, kdy zmařila plány svého otce Šáhdžahána a bratra Dary Šikoha, kteří chtěli zabít Aurangzeba. Podle historiků poslal Šáhdžahán Aurangzebovi dopis, kde ho zval do Dillí, aby společně uzavřeli mír v rodině. Ve skutečnosti ho však chtěl přepadnout, uvěznit a poté ve vězení zabít, aby tak nebyla možnost, že by byl Aurangzeb jeho nástupcem. Když se o tom Roshanara dozvěděla, poslala Aurangzebovi zprávu, kde ho varovala před otcovými úmysly a žádala jej, ať se drží daleko od Dillí.
Aurangzeb byl Roshanaře velmi vděčný za její včasné varování. Když začala skutečná válka o trůn, byla jeho oblíbenkyní a sama velmi rychle získala moc. Ze strachu, že ji Dara Šikoh zabije, pokud se dostane k moci, vsunula Aurangzebovi návrh, aby přikázal jeho popravu. Podle legendy byl Dara svázán řetězy a sťali mu hlavu. Roshanara poté zakrvácenou hlavu zabalila do zlatého turbanu a pečlivě zabalenou ji poslala svému otci jako dárek od ní a Aurangzeba. Šáhdžahán, který balíček otevřel během večeře, byl tak zděšen hlavou svého oblíbeného syna a upadl ze židle na zem. Omráčený pak zůstal ještě několik dní po incidentu.
Roshanařiny vztahy s její starší sestrou Jahanarou Begum byly tímto také poškozeny, jelikož Roshanara zaviděla, že není také oblíbenou dcerou svého otce. Roshanara oslavila své velkolepé vítězství nad svou sestrou, když ji Aurangzeb zbavil všech funkcí a jako novou hlavu harému jmenoval Roshanaru.
Mughalské princezny byly od dob císaře Akbara povinné žít svobodně a nesměly se provdat, aby jejich potomci nebyli hrozbou pro trůn. Roshanara byla známá tím, že měla spoustu milenců, o kterých Aurangzeb nevěděl. Řídila svému bratrovi harém železnou rukou a spousta jeho manželek ji nenáviděla. Milovala také zlato a pozemky, jejichž velké množství vlastnila a často je získávala podvodem. Díky tomu na ni byla spousta stížností, avšak žádná z nich nebyla řešena díky jejímu postavení u soudu. Je zjevné, že zneužívala náklonnosti svého bratra a také moci, kterou měla až do vojenské výpravy v Deccanu jistou. Díky tomu měla zajištěnou finanční podporu.
Její nepřátelé brzy využili těchto faktů a Aurangzeb byl o všem informován. Jako velmi striktní muslim se Aurangzeb rozčílil nad jejím svobodným a chamtivým životem. Při návratu do Dillí zbavil Roshanaru moci, vyhnal ji z harému a poručil jí žít zbytek života v chudobě v jejím paláci za zdmi Dillí.

## Smrt
Poté, co začal vládnout její bratr Aurangzeb, se Roshanara stále bála následků svého jednání a požádala bratra, aby byl pro ni vybudován palác daleko od hradeb města. Rozhodla se držet se dál od politiky, která se stávala nebezpečnější a nepředvídatelnou. Roshanara si vybrala ezoterický život ve svém paláci v Dillí, obklopeném hustým lesem. Nikdy se neprovdala a v paláci pobývala až do konce svého života. Její palác uprostřed zahrady je dodnes připomínkou Roshanařiny významné role v historii Indie. Zemřela ve věku 54 let, poté, co ji Aurangzeb nechal otrávit. Aurangzeb ji nechal pohřbít v jejích zahradách, které nechala založit a jejichž vzhled sama navrhovala.